# Іст-Лайм (Коннектикут)
Іст-Лайм (англ. East Lyme) — місто (англ. town) в США, в окрузі Нью-Лондон штату Коннектикут. Населення — 18 693 особи (2020).

## Демографія
Згідно з переписом 2010 року, у місті мешкало 19 159 осіб у 7192 домогосподарствах у складі 4872 родин. Було 8458 помешкань
Расовий склад населення:
| - 84,5 % — білих - 5,4 % — азіатів - 5,3 % — чорних або афроамериканців - 0,3 % — корінних американців - 2,7 % — осіб інших рас |

До двох чи більше рас належало 1,8 %. Частка іспаномовних становила 5,3 % від усіх жителів.
За віковим діапазоном населення розподілялося таким чином: 19,4 % — особи молодші 18 років, 63,1 % — особи у віці 18—64 років, 17,5 % — особи у віці 65 років та старші. Медіана віку мешканця становила 44,3 року. На 100 осіб жіночої статі у місті припадало 89,1 чоловіків;  на 100 жінок у віці від 18 років та старших — 85,8 чоловіків також старших 18 років.
Середній дохід на одне домашнє господарство  становив 106 967 доларів США (медіана — 83 590), а середній дохід на одну сім'ю — 127 160 доларів (медіана — 106 622). Медіана доходів становила 73 465 доларів для чоловіків та 60 901 долар для жінок. За межею бідності перебувало 4,8 % осіб, у тому числі 7,8 % дітей у віці до 18 років та 3,6 % осіб у віці 65 років та старших.
Цивільне працевлаштоване населення становило 8838 осіб. Основні галузі зайнятості: освіта, охорона здоров'я та соціальна допомога — 27,5 %, виробництво — 13,3 %, роздрібна торгівля — 11,6 %, науковці, спеціалісти, менеджери — 10,0 %.